# ルスタム・カシムジャノフ
ルスタム・カシムジャノフ(Rustam Kasimdzhanov、ウズベク語: Rustam Qosimjonov、ロシア語: Руста́м Касымджа́нов1979年12月5日-)は、ウクライナ人のチェスのグランドマスターである。2004年のチェス世界選手権で優勝したことで知られる。ウズベク・ソビエト社会主義共和国のタシュケントで生まれた。ウズベクである。

## 初期のキャリア

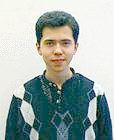
Kasimdzhanov 1999 at Porz

1998年にはアジア選手権で優勝、1999年には世界ジュニア選手権で準優勝、2001年にはエッセン、2002年にはパンプローナ、2003年にはヴリシンゲン、2005年にはプネーの大会で優勝した。2000年のチェス・オリンピアードでは銅メダルを獲得し、2002年のチェス世界選手権では、決勝でヴィスワナータン・アーナンドに敗れ、2位に入った。Wijk aan Zeeトーナメントには、2回参加したが、1999年は14人中11位、2002年は14人中13位と、どちらも好成績は残せなかった。

## 2004年チェス世界選手権
リビアのトリポリで行われた2004年のチェス世界選手権で、カシムジャノフは思いがけず決勝に進出し、決勝で世界タイトルとガルリ・カスパロフへの挑戦権を賭けてマイケル・アダムスと対戦した。
6番勝負の決勝戦では両者が2勝し、タイブレークとなった。カシムジャノフは黒で最初の試合に勝利し、次の試合でチャンピオンとなった。

## その他のチェス世界選手権の結果

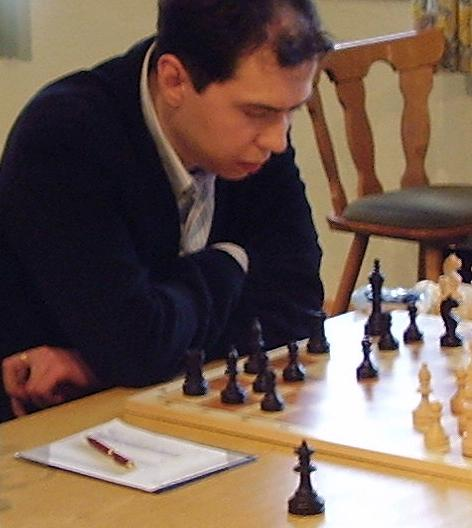
GM Kasimdzhanov

2004年の大会で優勝したことで、カシムジャノフは、8人で争われた2005年のチェス世界選手権に招待された。この大会では、マイケル・アダムスに6-7で敗れた。
また、16人で争われた2007年世界選手権の最終予選にも招待され、初戦でボリス・ゲルファンドと対戦した。この試合は6戦とも引き分けであったが、タイブレークでゲルファンドが勝利した。

## 世界選手権以降
2007年4月、国際チェス連盟は、カシムジャノフのイロレーティングを2683とし、ウズベキスタンでは第1位となる世界27位にランクした。2013年1月には、最高レーティング2709を記録した。
2005年6月23日、ABCのタイムズスクエアのスタジオで、フリッツを積んだAI Accoona Toolbarが彼と引き分けた。
2005年には、リナレス国際チェストーナメントに初めて参加し、12人中4位であった。2006年のコルシカ島でのマスターズトーナメントでは優勝した。
現在、彼は世界チャンピオンのヴィスワナータン・アーナンドのセコンドを務め、2008年10月はウラジーミル・クラムニク、2010年4月から5月はベセリン・トパロフ、2012年5月はボリス・ゲルファンドを相手とした世界タイトルの防衛に貢献した。カシムジャノフは、2010年アジア競技大会では、個人男子の早指し戦で金メダルを獲得した。

## 著名な試合
- Rustam Kasimdzhanov vs Viktor Korchnoi, Julian Borowski-A 4th 2002, French Defense: Classical, Burn Variation (C11), 1?0
- Michael Adams vs Rustam Kasimdzhanov, FIDE World Championship Knockout Tournament 2004, Sicilian Defense: Nyezhmetdinov?Rossolimo Attack (B30), 0?1
- Veselin Topalov vs Rustam Kasimdzhanov, FIDE World Championship Knockout Tournament 2004, Queen's Indian Defense: Anti-Queen's Indian System (E17), 0?1
- Rustam Kasimdzhanov vs Viswanathan Anand, FIDE World Championship Tournament 2005, Sicilian Defense: Najdorf Variation, English Attack Anti-English (B90), 1?0